# Doville
Doville è un comune francese di 298 abitanti situato nel dipartimento della Manica nella regione della Normandia.

## Società

### Evoluzione demografica
Abitanti censiti

## Media
La località viene citata nel film di Steno "Totò, Eva e il pennello proibito" (Italia, 1959) da Mario Carotenuto (nei panni di un truffatore finto marchese) in un goffo e cialtronesco tentativo di dichiarazione d'amore ad una miliardaria statunitense interpretata da Pilar Gómez Ferrer.